# Harpactira chrysogaster
Harpactira chrysogaster là một loài nhện trong họ Theraphosidae.
Loài này thuộc chi Harpactira. Harpactira chrysogaster được Mary Agard Pocock miêu tả năm 1897.